# Національний архів Чехії

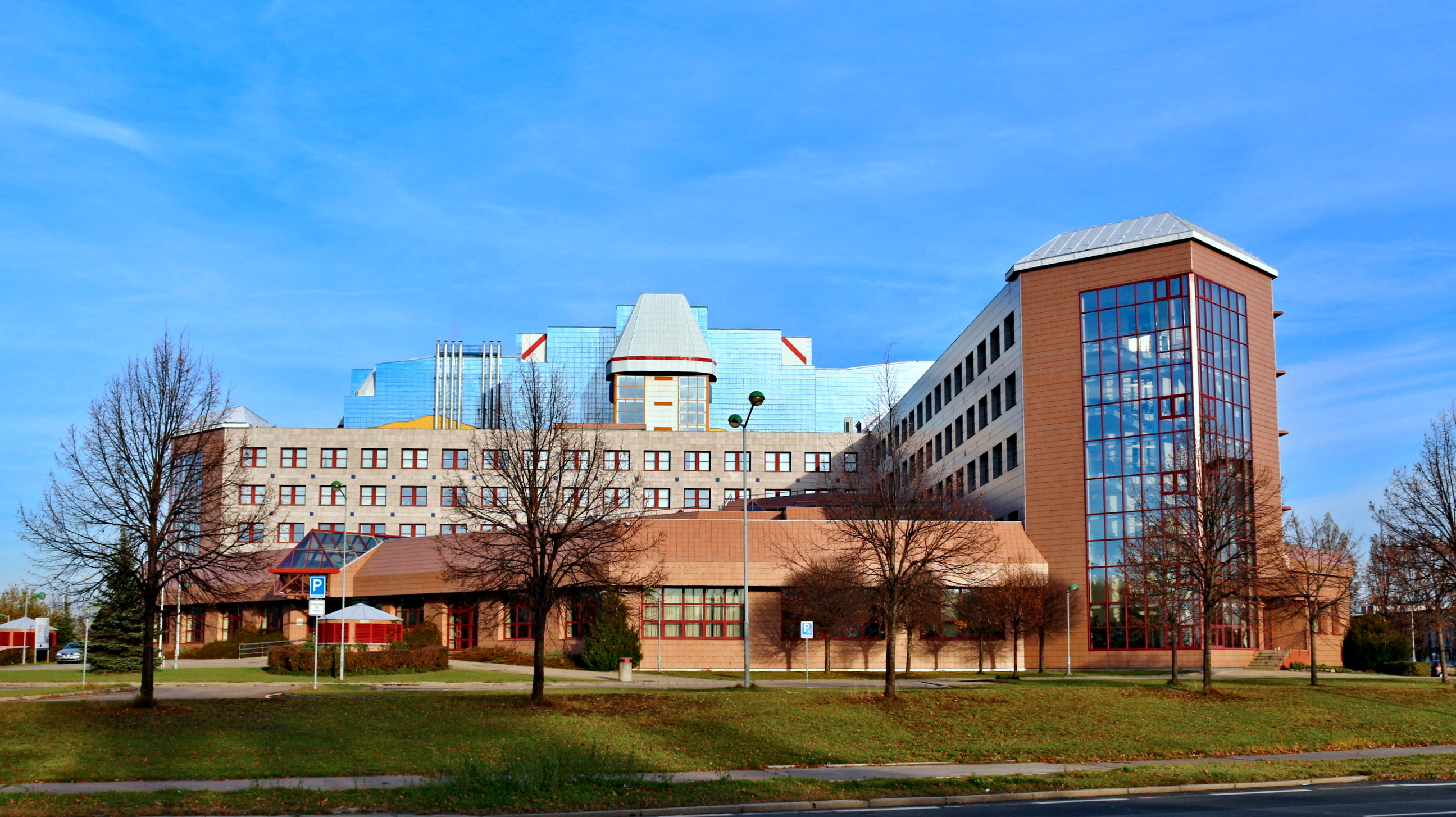
Бідівля Народного архіву Чехії в мікрорайоні Chodov, Прага

Народний архів Чехії (чеськ. Národní archiv) — найбільший за обсягом фондів національний архів Чехії, розташований у Празі. Разом з будівлею Архіву міста Праги в мікрорайоні Ходов (чеськ. Chodov) утворює Архівний ареал Ходовец (чеськ. Archivní areál Chodovec)).

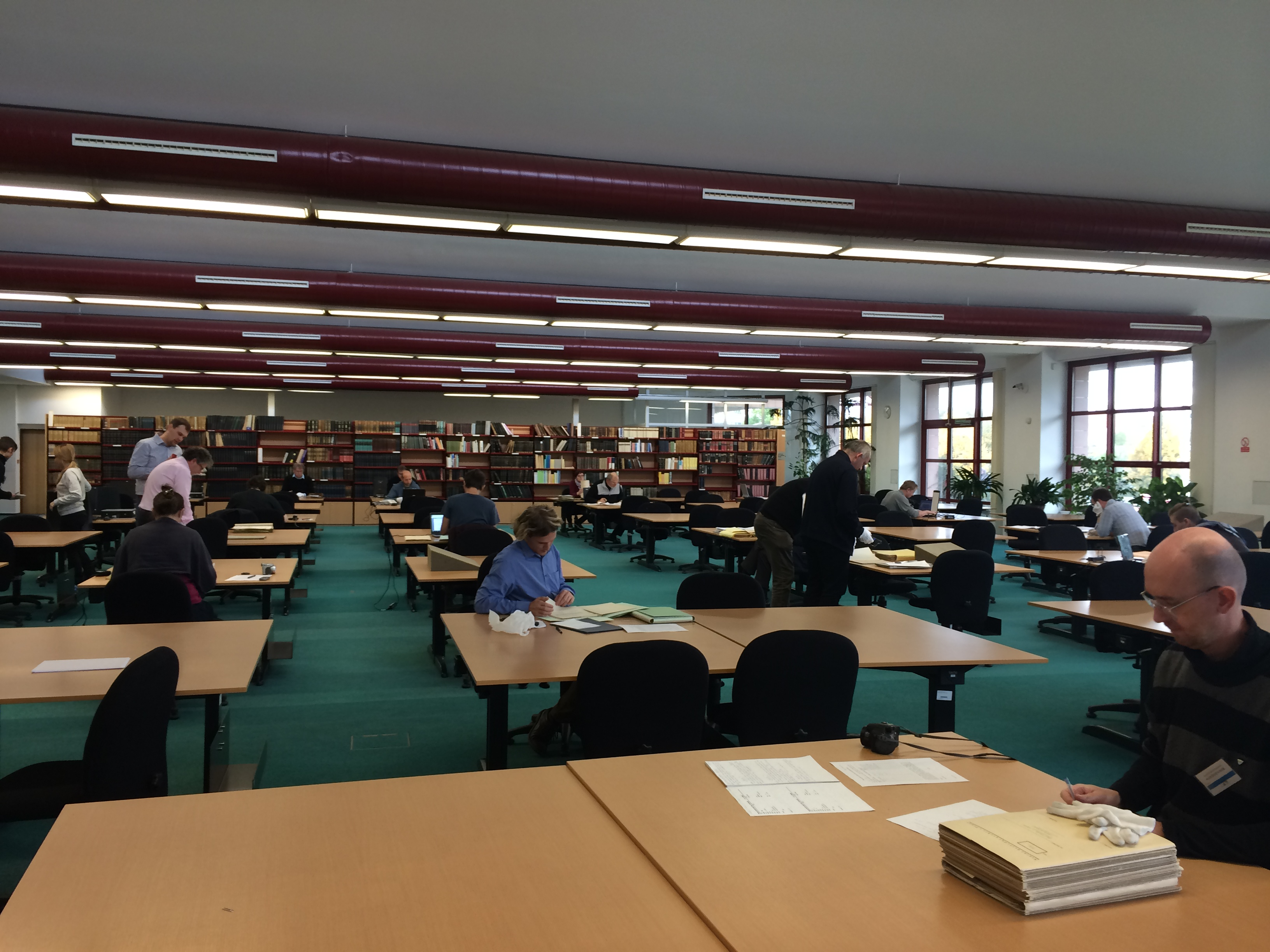
Зала Народного архіву для роботи з архівними документами

## Колекції документів
Окрім Народного архіву Чехії, в будівлі розташований також Державний обласний архів (чеськ. Státní oblastní archiv v Praze).
Усі фонди Народного архіву Чехії згруповані по історичних періодах: до 1848 року, 1848—1918 роки, 1918—1945 роки, 1945—1992 роки, після 1992 року. За кожен з періодів відповідає окреме відділення Народного архіву. Окрім зазначених відділень, до організаційно-штатної стуктури Народного архіву входять також відділення фото-, аудіо- та кінодокументів, відділення недержавних фондів і бібліотека.
Прикладом документів, що зберігаються у фондах Народного архіву, є документи з історії пошти та телеграфу міста Праги, які суттєво доповнюють фонди Поштового музею Праги.
Відповідні архівні справи, наприклад Ředitelství Ředitelství pošt a telegrafů (Praha) (обліковий номер NA/886), містять нормативні та офіційні документи з історії пошти і телеграфу Праги та Чехії за період з 1763 по 1947 роки, будівництва телеграфних ліній, технічного переоснащення та закупівлі нового обладнання, особисті і пенсійні справи поштових службовців.
Політика архіву дозволяє використання його документів громадянами інших країн.

## Галерея

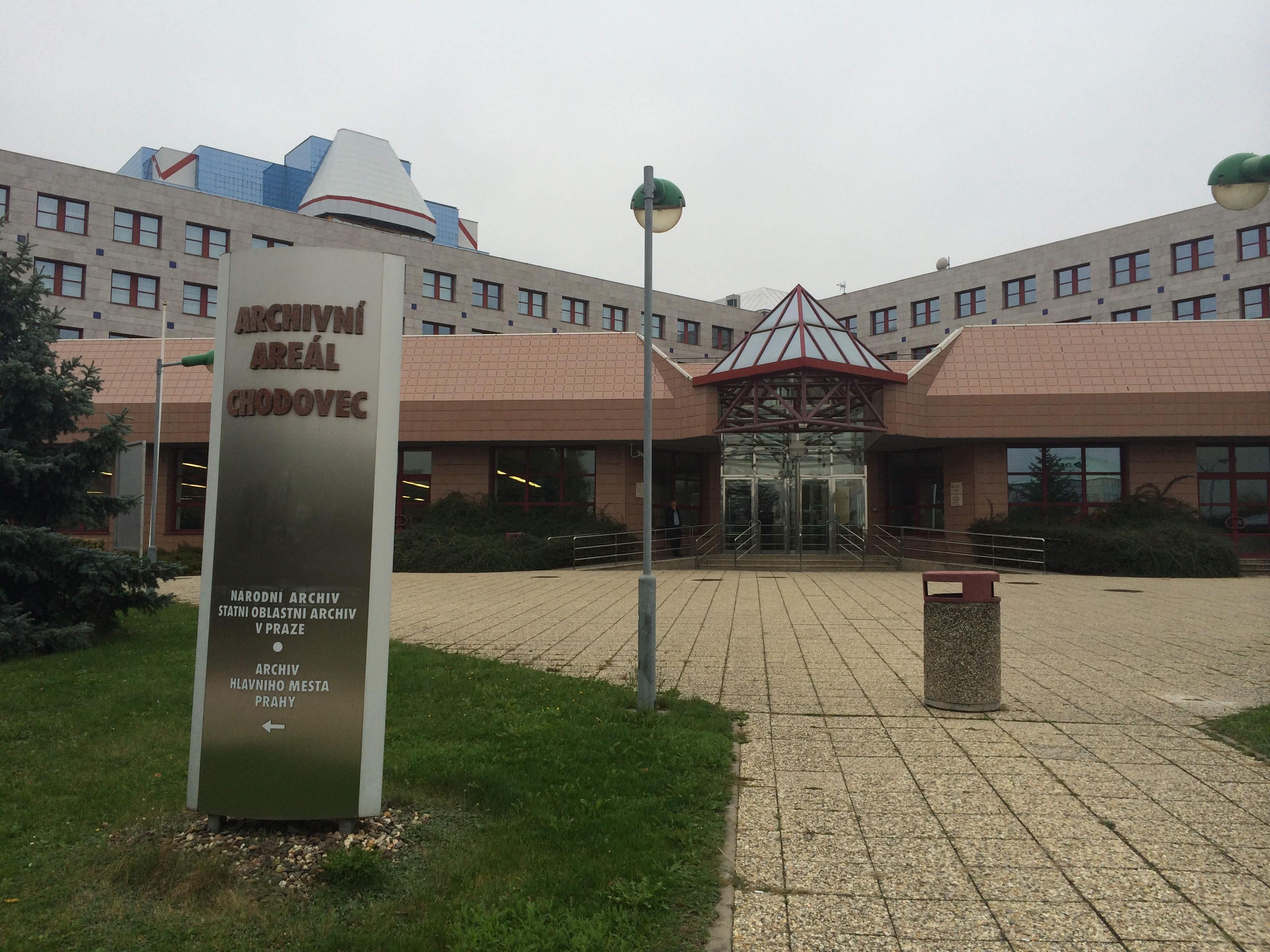
Будівля Народного архіву Чехії
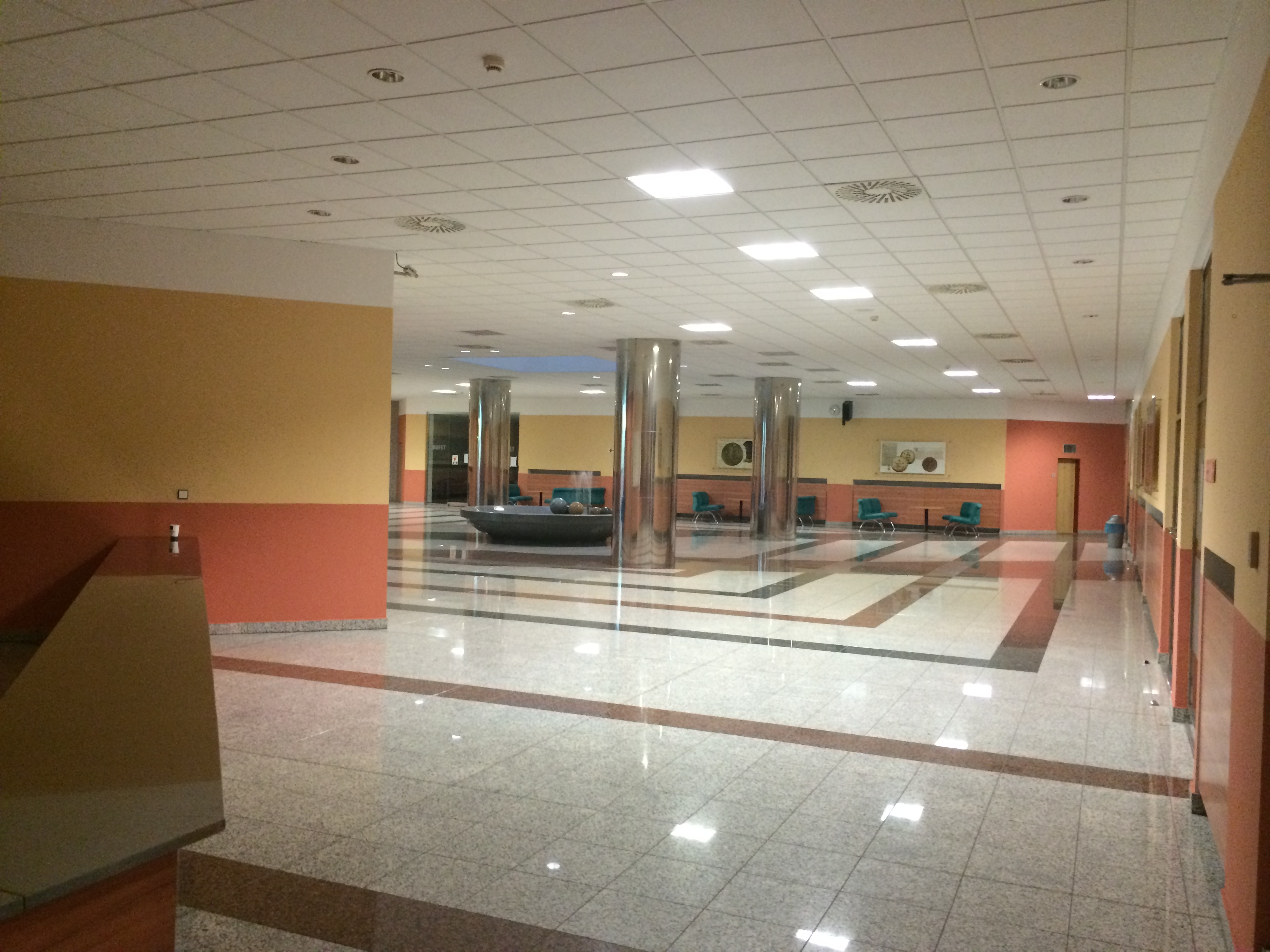
Вестибюль архіву
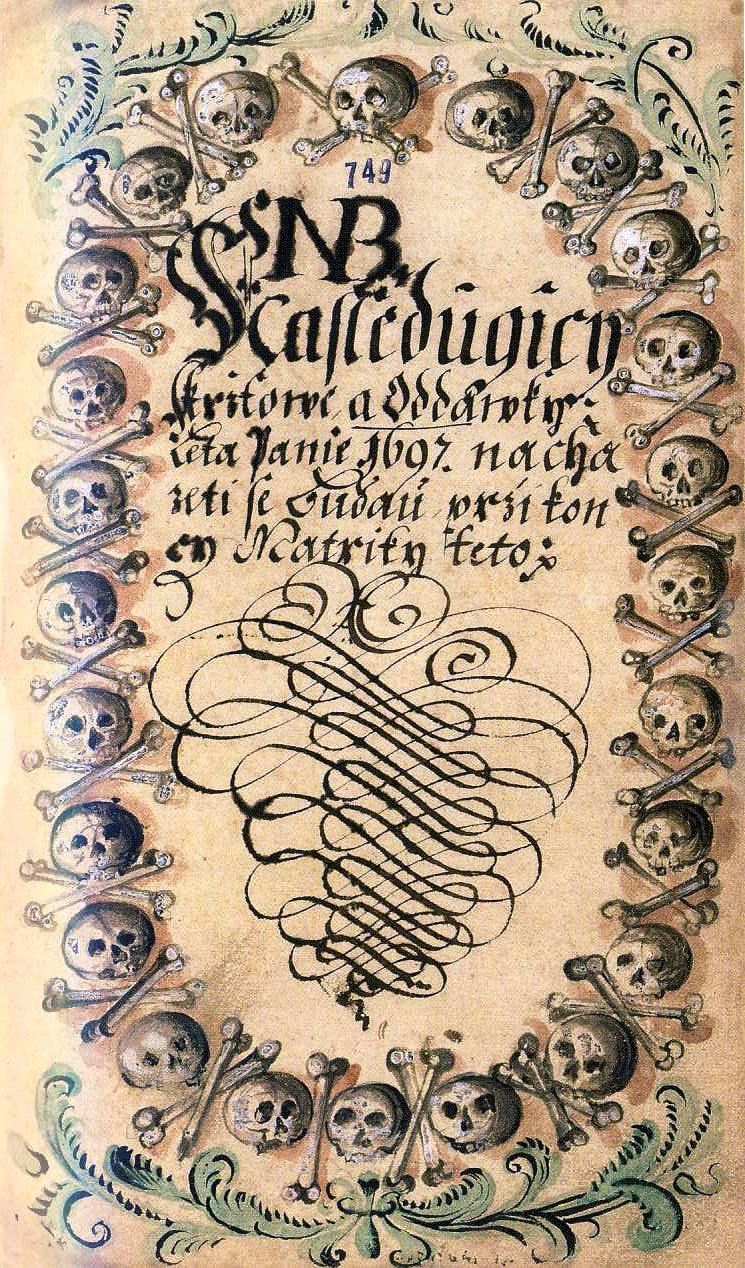
Титульний аркуш розділу тристоронніх реєстрів з вікарію в Кутній Горі за 1697 рік (Державний обласний архів)
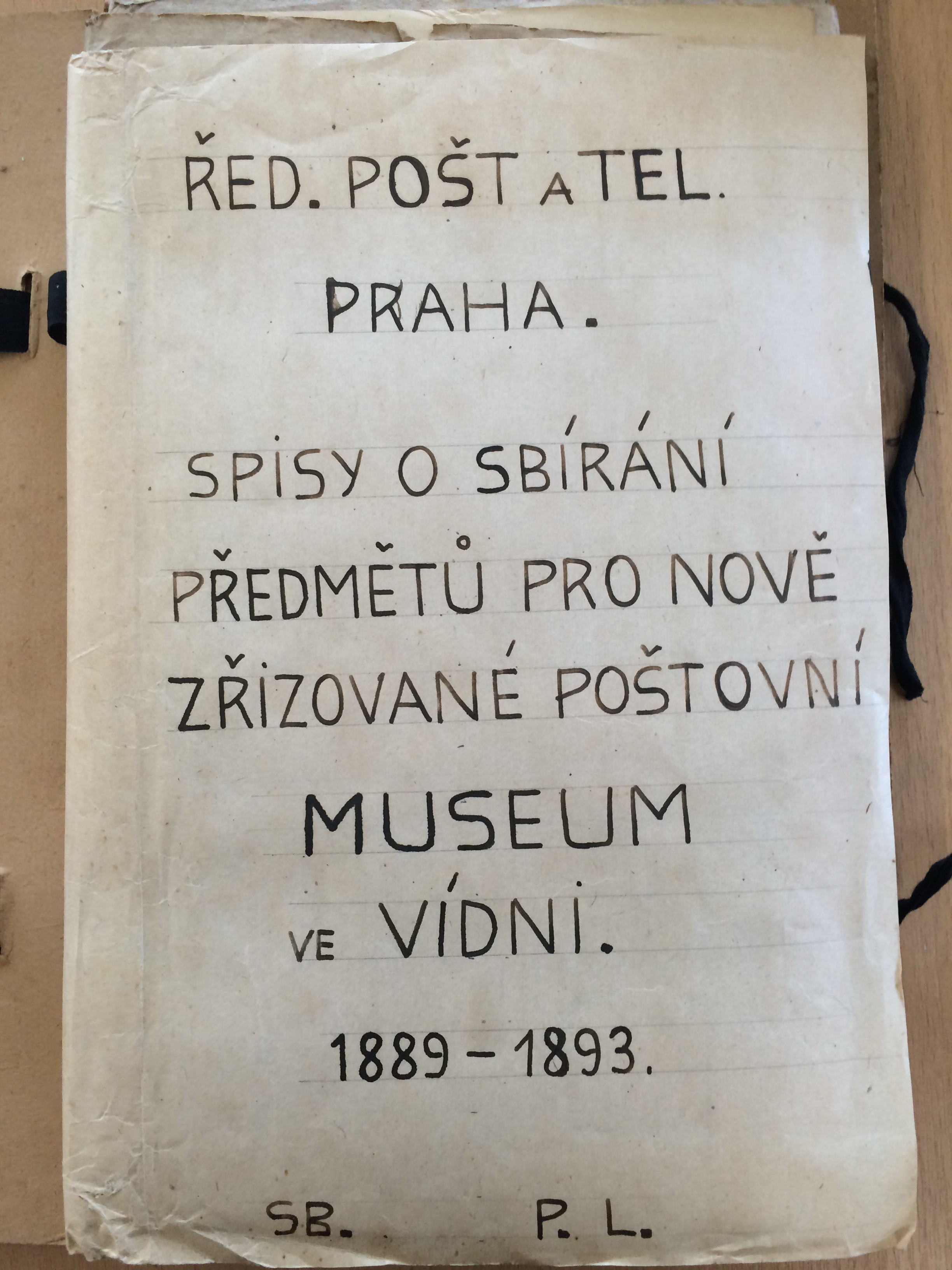
Титульний аркуш переліку предметів, переданих до поштового музею Відня (Народний архів Чехії)